# Denkmal zur Erinnerung an die Bücherverbrennung

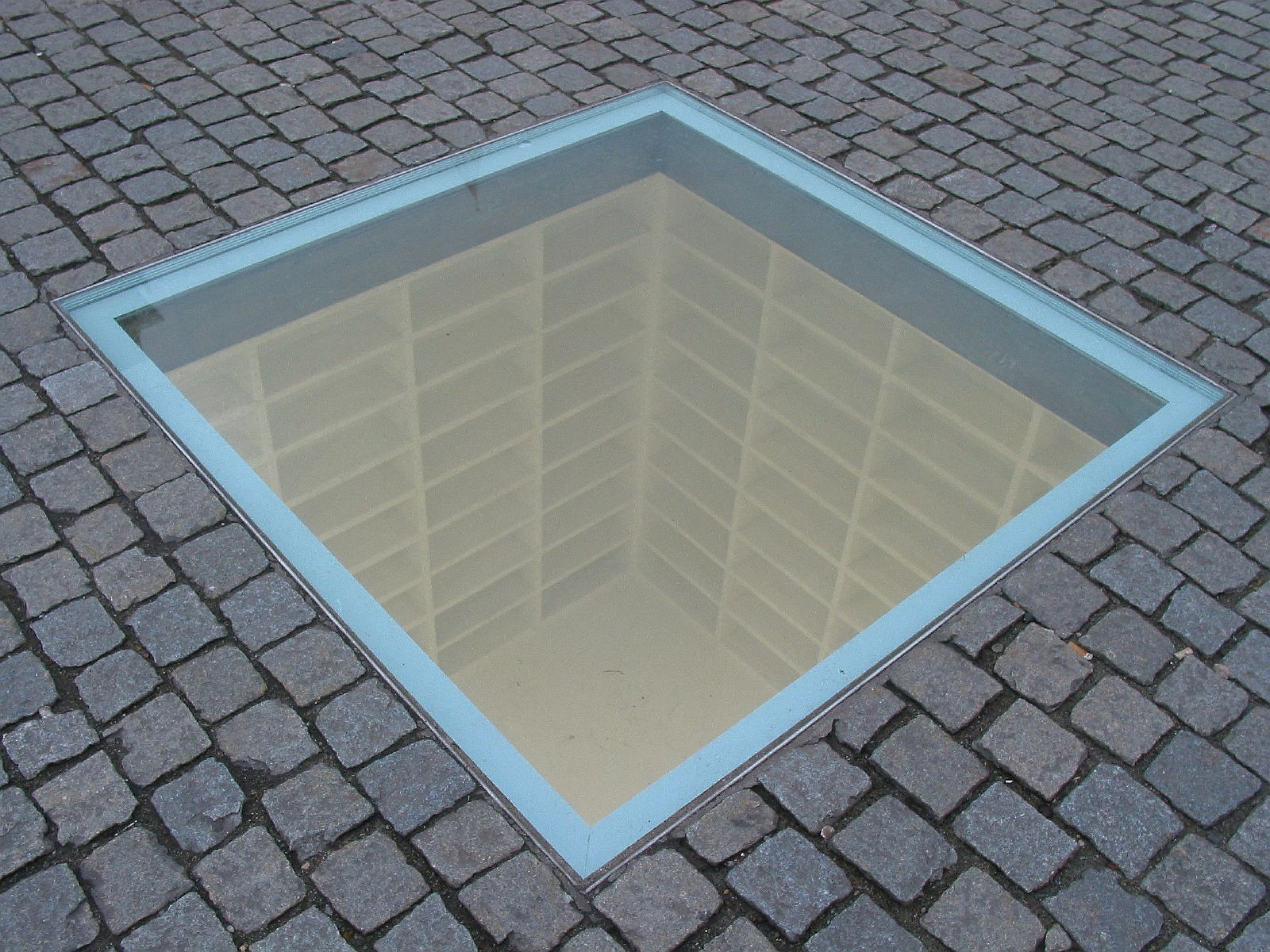
Denkmal in der Mitte des Bebelplatzes

Das Denkmal zur Erinnerung an die Bücherverbrennung ist ein Mahnmal auf dem Bebelplatz im Zentrum Berlins neben der Straße Unter den Linden. Das 1995 errichtete Mal ist in Gedenken an die Bücherverbrennung im Mai 1933 auf diesem Platz.

## Anlass
Das Denkmal erinnert an authentischer Stelle an den 10. Mai 1933, als unter anderem Studenten des Nationalsozialistischen Studentenbundes und viele Professoren der Friedrich-Wilhelms-Universität (heute Humboldt-Universität) unter der musikalischen Begleitung von SA- und SS-Kapellen über 20.000 Bücher von vielen vor allem jüdischen, kommunistischen, liberalen und sozialkritischen Autoren vor einem großen Publikum aus der am Platz liegenden Alten Bibliothek der Universität holten und in der Mitte des damaligen Kaiser-Franz-Josef-Platzes (1911–1947), heute Bebelplatz, verbrannten.

## Gestaltung und Instandhaltung
Das Denkmal ist ein 5 × 5 × 5 Meter großer unterirdischer Raum, der in den Bebelplatz eingelassen ist. Er befindet sich in Höhe der verfüllten Westrampe des Lindentunnels, die für die Errichtung auf einer Länge von 25 Metern abgebrochen wurde. An den Wänden des vollständig weiß getünchten Raumes befinden sich leere Regale für 20.000 Bände. Der leere Raum ist nicht zugänglich. Eine Glasplatte in der Pflasterung des Platzes ermöglicht Besuchern den Einblick.
Der Entwurf stammt vom israelischen Künstler Micha Ullman, das Denkmal wurde am 20. März 1995 eingeweiht. Neben der Glasplatte informieren zwei identisch beschriftete, im Boden eingelassene Bronzeplatten Passanten über das Denkmal. Sie tragen folgende Texte, die mit einem Zitat aus Heinrich Heines Tragödie Almansor beginnen:
| „Das war ein Vorspiel nur, dort wo man Bücher verbrennt, verbrennt man am Ende auch Menschen.“ – Heinrich Heine 1820 | „In der Mitte dieses Platzes verbrannten am 10. Mai 1933 nationalsozialistische Stu- denten die Werke hunderter freier Schriftsteller, Publi- zisten, Philosophen und Wis- senschaftler.“ |
| Von Micha Ullman „Bibliothek“ Denkmal „Die Bücherverbrennung vom 10. Mai 1933“ Gebaut 1994/95                        | |

Das Heine-Zitat ist sinngemäß wiedergegeben und lautet im Original: „Das war ein Vorspiel nur, dort wo man Bücher verbrennt, verbrennt man auch am Ende Menschen“. Die Kosten für die Pflege und Wartung des Mahnmals übernahm bis Ende 2018 die Wall AG, so muss z. B. die Scheibe aus Spezialglas alle drei Monate ausgetauscht werden. Nach Auslaufen des Vertrages und Berichten in den Medien über den Zustand der verkratzten Scheibe beauftragte und zahlte das Bezirksamt Mitte den Austausch im Februar 2019. Seit Ende März 2019 übernimmt der ehemalige Unternehmer Hans Wall die Kosten zur Instandhaltung des Denkmals. Eine neue Glasplatte kostet ihn ca. 2000 Euro, was man sich, nach Walls Aussage, ja wohl noch leisten könne. „Es wäre fatal, wenn der Eindruck entstünde, Berlin kümmere sich nicht um das Denkmal.“, sagte Hans Wall im März 2019.

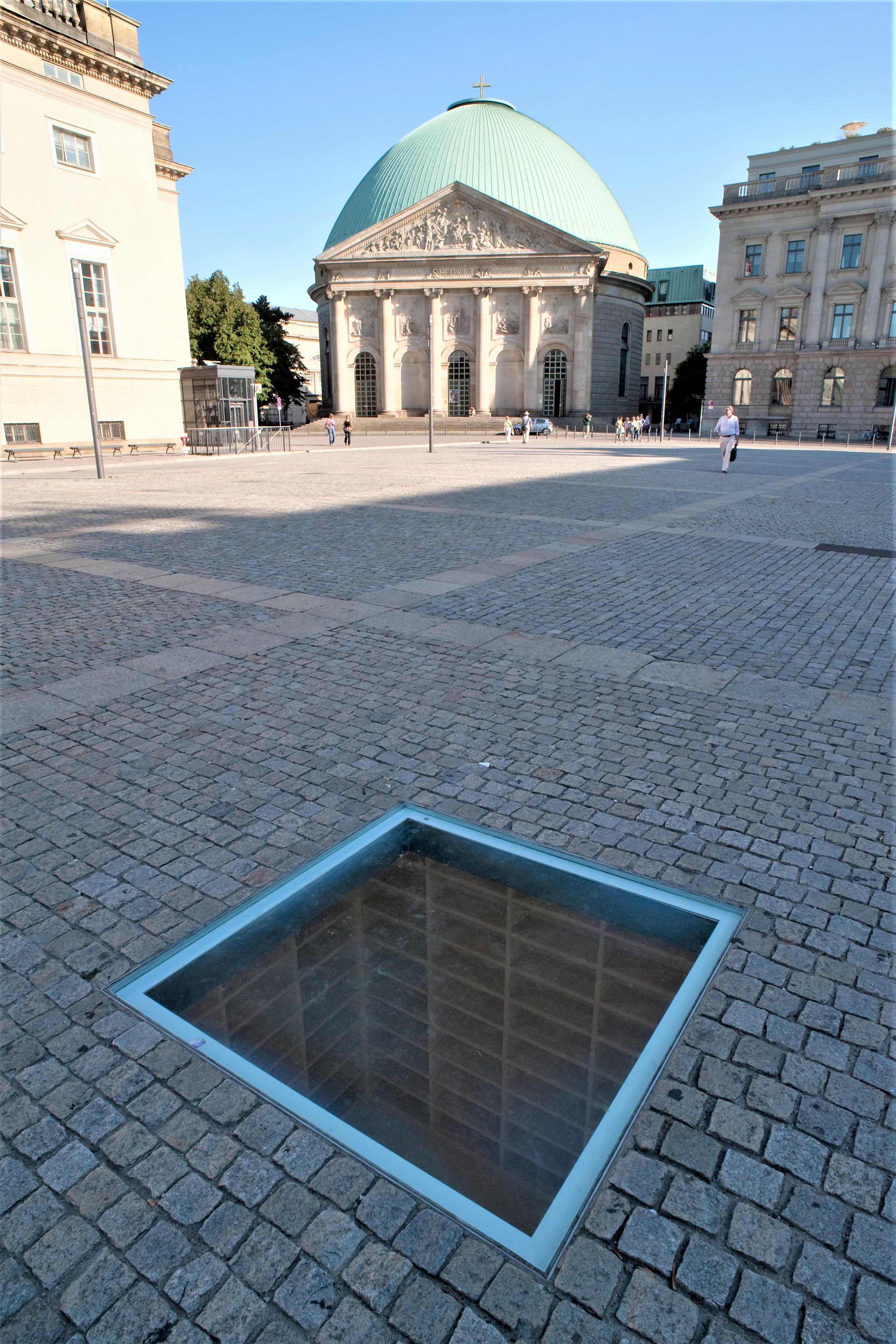
Denkmal zur Erinnerung an die Bücherverbrennung (Im Hintergrund die St.-Hedwigs-Kathedrale)
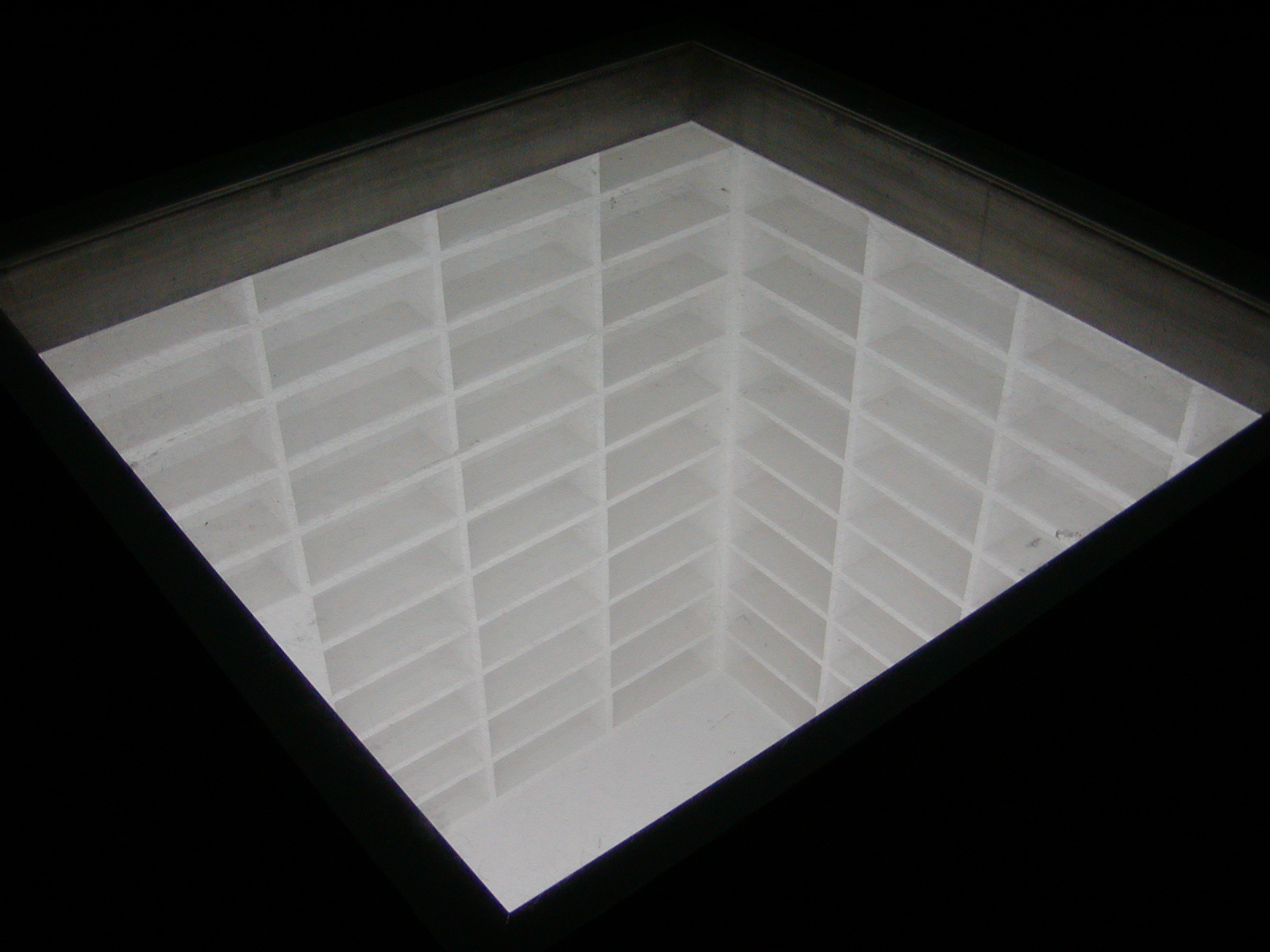
Blick in das Denkmal; bei Nacht hell erleuchtet
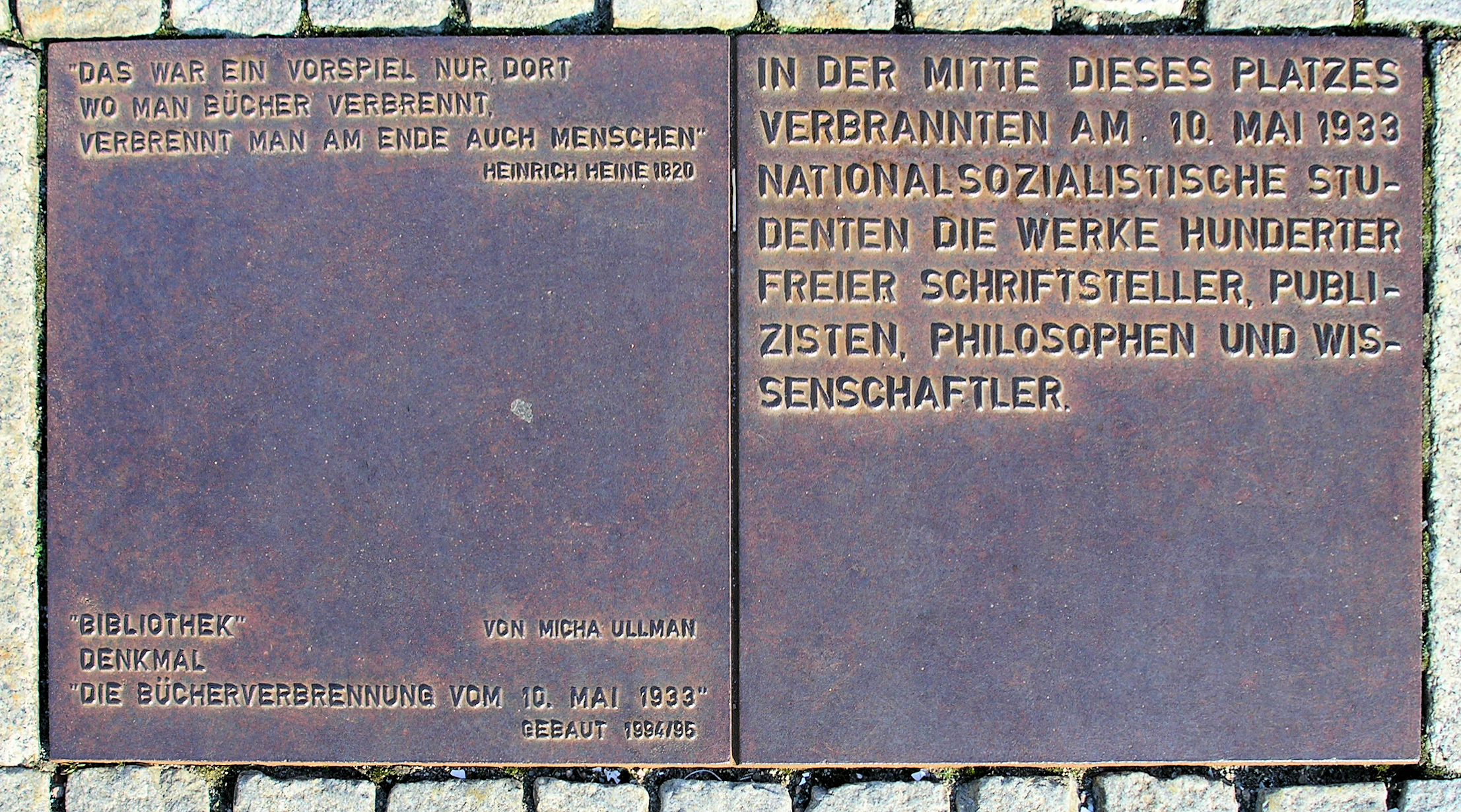
Eine der Gedenktafeln des Mahnmals

## Trivia
Ein in Ansatz und Zielrichtung vergleichbares Mahnmal existiert seit 2018 in der Altstadt von Salzburg. Dort erinnert das Buchskelett auf dem Residenzplatz an die dortige Bücherverbrennung am 30. April 1938 kurz nach dem sog. Anschluss Österreichs an Nazi-Deutschland.